# Aeroportul Regional West Plains
Aeroportul Regional West Plains (IATA: UNO, ICAO: KUNO, FAA LID: UNO) este un aeroport din Missouri, Statele Unite ale Americii ce deservește zona West Plains⁠(d). Aeroportul a fost tranzitat în 2019 de 4 pasageri. A fost numit după zona deservită.
Situat la o altitudine de 374 m, aeroportul dispune de 1 pistă.

## Infrastructură

### Piste
Aeroportul dispune de o singură pistă. Pista 18/36 are suprafața de asfalt și dimensiunile 5.101 picioare × 75 picioare. 